# Angela Krauß
Angela Krauß ou Angela Krauss (née le 2 mai 1950 à Chemnitz) est une écrivaine allemande.

## Biographie
Angela Krauß naît en 1950 à Chemnitz. Elle étudie l'économie publicitaire de 1969 à 1972 à l'École supérieure technique de publicité et de design de Berlin-Est. Elle travaille ensuite dans la publicité et les relations publiques. De 1976 à 1979, elle étudie à l'Institut littéraire Johannes R. Becher de Leipzig, où elle vit en tant qu'écrivaine indépendante depuis 1981. En 2000, elle enseigne la poésie à l'université de Paderborn, en 2004, à l'université Johann Wolfgang Goethe de Francfort-sur-le-Main et en 2016, à la faculté de théologie de l'Université Humboldt de Berlin.

### Engagement
Angela Krauß est membre du Centre PEN Allemagne (de) et de la Sächsische Akademie der Künste (de) ; depuis 2006, elle est également membre à part entière de l'Académie des sciences et des lettres de Mayence et depuis 2014 de l'Académie des arts de Berlin.

## Prix et distinctions
- Hans-Marchwitza-Preis (1986)[2]
- Ingeborg-Bachmann-Preis (de), Klagenfurt (1988)[2]
- Stadtschreiber (de)  von Graz (1990)[2]
- Förderpreis zum Lessing-Preis des Freistaates Sachsen (de) (1995)[2]
- Berliner Literaturpreis (1996)[2]
- Villa Massimo-Stipendiatin (1999)[5]
- Gerrit-Engelke-Preis (de) (2000)[2]
- Thomas-Valentin-Literaturpreis (de) (2001)[6]
- Kester-Haeusler-Ehrengabe der Deutsche Schillerstiftung (en) (2002)[2]
- Stipendiatin der Calwer Hermann-Hesse-Stiftung (de) (2006)
- Hermann-Lenz-Preis (de) (2007)[2]
- Rainer-Malkowski-Preis (de) (2010)[2]
- Franz-Nabl-Preis (2011)[2]
- Wilhelm-Müller-Preis (de) (2013)[2]

## Œuvres
| - Das Vergnügen (Le Plaisir). Aufbau-Verlag, Berlin und Weimar 1984 - Das Glashaus (La Maison de verre), Aufbau-Verlag, Berlin und Weimar 1988 - Der Dienst (Le Service). Suhrkamp Verlag, Francfort-sur-le-Main 1990 - Dienst-Jahre und andere Prosa, Aufbau-Verlag, Berlin und Weimar 1991 - Die Überfliegerin (de). Suhrkamp Verlag, Frankfurt am Main 1995 - Sommer auf dem Eis. Frankfurt am Main 1998 - Leipzig im Umbruch, (mit Fotografien von Ralf Schuhmann und einem Text von Ingo Andreas Wolf), Verlag der Kunst, Dresden 1999, (ISBN 90-5705-142-7) - Milliarden neuer Sterne. Suhrkamp Verlag, Frankfurt am Main 1999 - Formen der inneren und äußeren Welt. Paderborn 2000 | - Weggeküßt. Suhrkamp Verlag, Frankfurt am Main 2002, (ISBN 3-518-41355-4) - Orte, Leipzig 2003 - Die Gesamtliebe und die Einzelliebe, Poetikvorlesungen. Suhrkamp Verlag, Frankfurt am Main 2004 - Wie weiter (de). Suhrkamp Verlag, Frankfurt am Main 2006 - Triest. Theater am Meer. Insel Verlag, Frankfurt am Main und Leipzig 2007 (Insel-Bücherei 1290) - Ich muß mein Herz üben. Gedichte. Insel Verlag, Frankfurt am Main und Leipzig 2009 (Insel-Bücherei 1315) - Im schönsten Fall. Suhrkamp Verlag, Berlin 2011 - Eine Wiege. Suhrkamp Verlag, Berlin 2015, (ISBN 978-3-518-42468-1) |

,,,

### Hörbücher
- in: Dichtung des 20. Jahrhunderts: Meine 24 sächsischen Dichter, hrsg. Gerhard Pötzsch, 2 CD, Militzke Verlag Leipzig, 2009  (ISBN 9783861899358)[10]